# Maridi (stato)
Maridi è uno dei 28 stati del Sudan del Sud. Istituito nel 2015, ha per capitale Maridi.
Si estende nella regione dell'Equatoria e conta una popolazione di 148.100 abitanti al 2014.